# TMEM171
TMEM171 (англ. Transmembrane protein 171) – білок, який кодується однойменним геном, розташованим у людей на 5-й хромосомі. Довжина поліпептидного ланцюга білка становить 324 амінокислот, а молекулярна маса — 34 760.
| 10         |  | 20         |  | 30         |  | 40         |  | 50         |
| ---------- |  | ---------- |  | ---------- |  | ---------- |  | ---------- |
| MSPAAAAEPD |  | GDQQDRHVSK |  | LIFCFFVFGA |  | VLLCVGVLLS |  | IFGFQACQYK |
| PLPDCPMVLK |  | VAGPACAVVG |  | LGAVILARSR |  | AQLQLRAGLQ |  | RGQQMDPDRA |
| FICGESRQFA |  | QCLIFGFLFL |  | TSGMLISVLG |  | IWVPGCGSNW |  | AQEPLNETDT |
| GDSEPRMCGF |  | LSLQIMGPLI |  | VLVGLCFFVV |  | AHVKKRNTLN |  | AGQDASEREE |
| GQIQIMEPVQ |  | VTVGDSVIIF |  | PPPPPPYFPE |  | SSASAVAESP |  | GTNSLLPNEN |
| PPSYYSIFNY |  | GRTPTSEGAA |  | SERDCESIYT |  | ISGTNSSSEA |  | SHTPHLPSEL |
| PPRYEEKENA |  | AATFLPLSSE |  | PSPP       |  |            |  |            |

A: Аланін

C: Цистеїн

D: Аспарагінова кислота

E: Глутамінова кислота

F: Фенілаланін

G: Гліцин

H: Гістидин

I: Ізолейцин

K: Лізин

L: Лейцин

M: Метіонін

N: Аспарагін

P: Пролін

Q: Глутамін

R: Аргінін

S: Серин

T: Треонін

V: Валін

W: Триптофан

Задіяний у такому біологічному процесі, як альтернативний сплайсинг. 
Локалізований у мембрані.